# San Miguel Chicaj
San Miguel Chicaj – miasto w środkowej Gwatemali, w departamencie Baja Verapaz, leżące w odległości 11 km na zachód od stolicy departamentu. Miasto jest siedzibą gminy o tej samej nazwie, która w 2012 roku liczyła 28 206 mieszkańców. Powierzchnia gminy obejmuje 300 km².